# Winnert
Winnert (danès Vinnert) és un municipi del districte de Nordfriesland, dins l'Amt Nordsee-Treene, a l'estat alemany de Slesvig-Holstein. És a 10 kilòmetres de Husum, als marges del riu Treene. El 31 de desembre del 2023 tenia 697 habitants.